# Atco Records
Atco Records — американський лейбл звуко запису, який належав, фірмі Warner Music Group, тепер працює через фірму звукозапису, Rhino Entertaiment.

## Історія створення
Компанія була заснована в, 1955 році Гербом Абрамсоном, одним із засновників Atlantic Records, який нещодавно повернувся з служби у війську. Лейбл був призначений для таких жанрів, блюз, джаз, рок-н-ролл, ритм-н-блюз, які випускала компанія Atlantic Records. Сама назва Atco Records є закладеною назвою ATlantic COrporation. Найбільшим успіхом лейблу в ранні роки була співпраця з Боббі Доріном, і гуртом, The Coasters. В 1960-х, роках Atlantic Records, починає ліцензувати матеріали міжнародних джерел, до Atco Records, які приводять до таких інструментальних синглів, таких виконавців як, Юрген Інгман, Mr. Acker, Bilk, Bent, Fabric. Починаючи з середини 1960-х років, Atco Records, стає потужним лейблом на розвиваючій рок-сцені випускаючи роботи таких американських виконавців, Сонні і Шер, Buffulo, Vanilla Fudge, Springfield. Хороші відносини лейбл налагодив з Робертом Стігвудом, гуртом Bee Gees, Cream, The Beatles, The Who, Ерік Клаптон

## Занепад і відродження
Atlantic Records починає знижувати популярність Atco, в середині 1970-х років, використовуючи лейбл тільки, для випуску, хард-рокових виконавців. Лейблові вдалося відродитися в 1980-х роках на ньому починають записуватись такі виконавці, як INXS, хард-рок гурт AC/DC, Гері Ньюман, та інші. Останнім хітом Atco Records того часу був If Wishes Came True, гурту Sweet Sensation, в 1990 році. В 1991 Atlantic Records, об'єднав Atco з компанією Eastwest Records, тоді почали використовувати назву Atco/Eastwest Records. До 1993 року назву Atco було замінено на Eastwest Records. З цього часу Atco Records, і логотип фірми, з'являється тільки в старих перевиданих роботах.